# Nadderud Stadion
Il Nadderud Stadion è un impianto sportivo polivalente situato a Nadderud, nei pressi di Bærum (Norvegia).

## Calcio

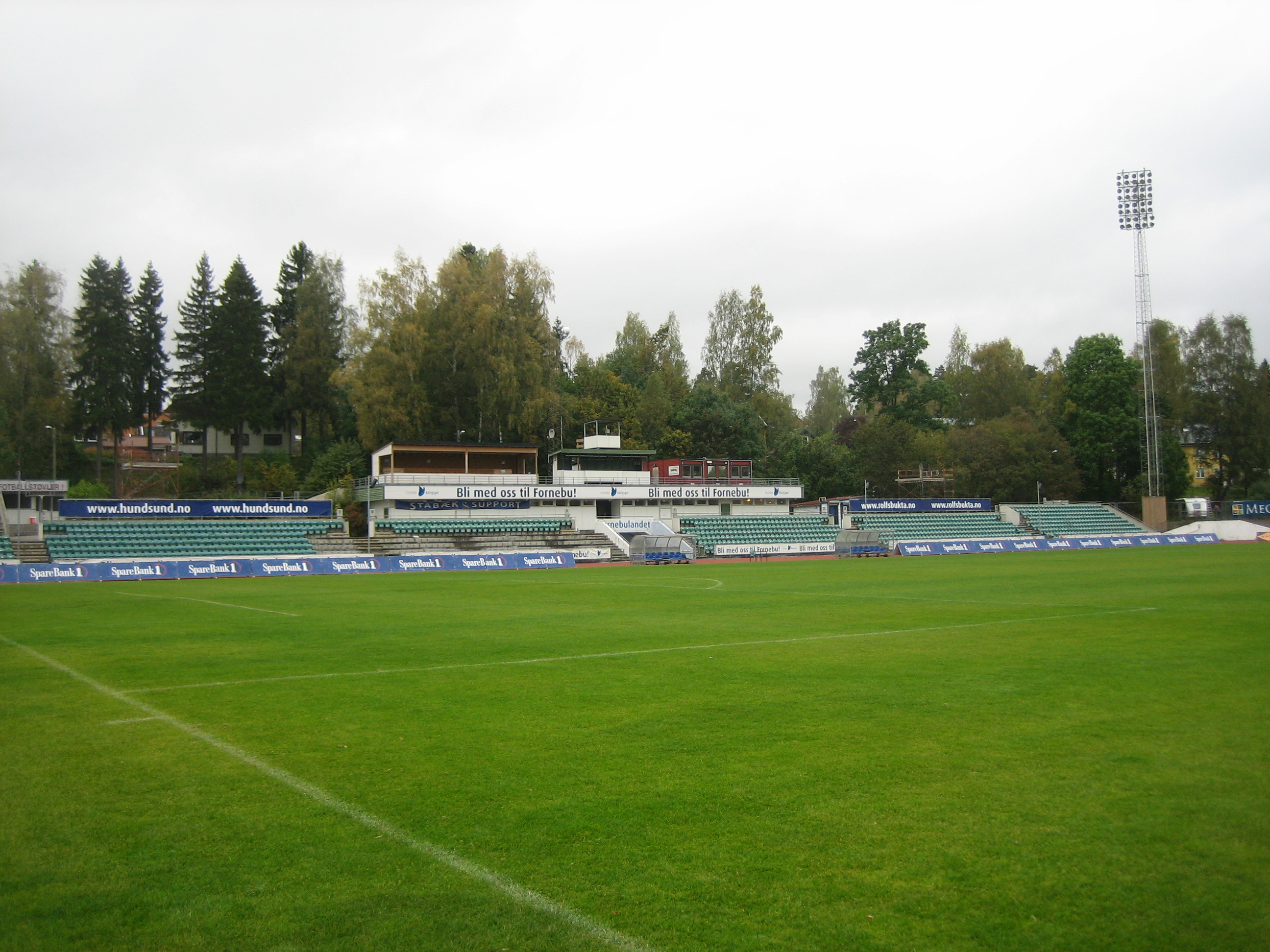
Una veduta del campo.

Attualmente è utilizzato prevalentemente per l'atletica leggera e per le partite di calcio del settore femminile dello Stabæk Fotball. Fino al 2009, quest'impianto era utilizzato anche dalla squadra maschile dello Stabæk Fotball, ma in quell'anno la società decise di trasferirsi all'avveniristica Telenor Arena; tuttavia, al termine della stagione 2011, la squadra maschile dello Stabæk Fotball è ritornata al Nadderud Stadion a causa degli elevati costi per l'affitto della Telenor Arena. Inoltre, alcune partite della Nazionale Under-21 di calcio della Norvegia si sono svolte qui. 
Il record di spettatori è di 10.000 presenze e risale al 1970 ad un incontro di Norgesmesterskapet (l'equivalente norvegese della coppa Italia) tra Stabæk e Strømsgodset; l'incontro sarà vinto dagli ospiti, che di lì a poco vinceranno la competizione. Nel 1996 fu deciso di aggiungere 2.900 posti a sedere a quelli già esistenti: essi furono costruiti su una tribuna per il costo di 15 milioni di corone norvegesi (NOK). La municipalità ha installato i riflettori nel 2005.

## Atletica leggera
Lo stadio ha ospitato la Coppa Europa di atletica leggera nel 2000. In ambito nazionale ha invece ospitato i campionati norvegesi nel 1966 e nel 1985.